# Madonna w kościele
Madonna w kościele (niderl. Maria met kind in een kerk) – jedno z pierwszych znanych dzieł Jana van Eycka, przykład niderlandzkiego malarstwa tablicowego doby późnego gotyku. Znajduje się w zbiorach Galerii Malarstwa w Berlinie.

## Opis
Ten niewielki (32 × 14 cm) obraz został namalowany na dębowej desce techniką olejną. Ma kształt prostokąta zamkniętego łukiem półkolistym. Obraz był częścią dyptyku, nie zachowało się do dziś prawe skrzydło.
Centralną część kompozycji zajmuje Maria z Dzieciątkiem. Mały Jezus ukazany jest w profilu, swój wzrok kieruje ku Marii, która spogląda zdecydowanie w prawo (patrząc od strony widza). Skromne okrycie Dzieciątka – długie białe prześcieradło okrywające nogi i biodra – kontrastuje z pełnymi splendoru granatowo-czerwonymi szatami Marii; na jej skroniach spoczywa bogato zdobiona korona. Pojedyncze złocenia zdobią niektóre partie stroju, reprezentującego ówczesną dworską modę. Pełne usta, duże oczy, rozpuszczone ciemno blond włosy charakteryzują wygląd Marii, jej delikatna młoda twarz jest pełna pogody i spokoju.
Szczególną uwagę przykuwa sceneria, która bynajmniej nie jest uzupełnieniem, lecz stanowi czynnik zdecydowanie wpływający na kompozycję i estetykę obrazu. Przedstawione jest tu wnętrze gotyckiej świątyni. Precyzyjnie zostały oddane zarówno przestrzeń, perspektywa czy proporcje. Wyjątek może stanowić naruszenie różnic wysokości pomiędzy Marią z Dzieciątkiem a wysokością wnętrza. Artysta świadomie tak ukształtował kompozycję – gdyby miał zachować realne proporcje, postaci Marii i Jezusa byłyby niewidoczne, a obraz straciłby swoją funkcję. Usprawiedliwieniem tego są umieszczone wewnątrz chóru przy ołtarzu anioły – tu zachowano zasady proporcji. Artysta umieścił Marię w nawie głównej kościoła w taki sposób, aby można było odczytać strukturę kościoła – o układzie bazylikowym, z transeptem oraz wydłużonym prezbiterium (które jest wyższe niż nawa główna) zamkniętym poligonalną absydą i oddzielonym od reszty kościoła monumentalną przegrodą chórową. Jan van Eyck wiernie odtworzył poszczególne elementy kształtujące gotycki charakter kościoła – ostrołukowe okna z bogatą dekoracją maswerkową, bogato profilowane arkady międzynawowe, filary i służki dźwigające sklepienia krzyżowo-żebrowe, ażurowe triforia, dekorację rzeźbiarską zdobiącą zarówno filary, zworniki, kapitele czy wimpergi, które wieńczą przegrodę chórową, w łuku tęczy widać figury tworzące Grupę Ukrzyżowania.
Jest to rzetelne studium architektury, które Jan van Eyck w swoim oeuvre podejmował wiele razy. Tu osiągnął pełny realizm, z dbałością oddał szczegóły oraz refleksy świetlne; światło pada z lewej strony, dyskretnie oświetla niektóre partie kościoła. Podjęcie tematu wnętrza kościoła wiąże się z jego symboliczną wymową – katedra gotycka była w średniowieczu wizją Niebiańskiego Jeruzalem. Artysta tu niebo uzmysłowił, to co nie jest boskie, a niewidoczne dla ludzi zostało przełożone na rzeczywisty namacalny wymiar. „Materializację” światła kształtuje tu blask płynący z okien modelujący wnętrze o złocistej kolorystyce. Do tego „dworskie” wyobrażenie Marii nadaje całości kompozycji rajski charakter.
Nie wiadomo, co stanowiło drugą część dyptyku. Najbardziej prawdopodobne jest, że w drugim skrzydle został przedstawiony wizerunek fundatora, a wyraźne spojrzenie Marii w prawą stronę może oznaczać obecność tam kogoś z fundatorów adorujących Marię i Dzieciątko. Na taką interpretację może wskazywać fakt, iż obraz Van Eycka stanowił inspirację dla późniejszych artystów, np. Mistrza z 1499, który namalował dyptyk z przedstawieniami Madonny z Dzieciątkiem we wnętrzu kościelnym (skrzydło lewe) oraz opata Christiana de Hondta czy Jana Gossaerta, który w prawym skrzydle swego dyptyku przedstawił postacie Antonia Siciliano oraz św. Antoniego.